# U.S. National Championships 1966
Gli U.S. National Championships 1966 (conosciuti oggi come US Open) sono stati la 86ª edizione degli U.S. National Championships e quarta prova stagionale dello Slam per il 1966. I tornei di singolare e doppio misto si sono disputati al West Side Tennis Club nel quartiere di Forest Hills di New York, quelli di doppio maschile e femminile al Longwood Cricket Club di Chestnut Hill, negli Stati Uniti.
Il singolare maschile è stato vinto dall'australiano Fred Stolle, che si è imposto sullo connazionale John Newcombe in quattro set col punteggio di 4–6, 12–10, 6–3, 6–4. Il singolare femminile è stato vinto dalla brasiliana Maria Bueno, che ha battuto in finale la statunitense Nancy Richey Gunter. Nel doppio maschile si sono imposti Roy Emerson e Fred Stolle. Nel doppio femminile hanno trionfato Maria Bueno e Nancy Richey. Nel doppio misto la vittoria è andata a Donna Floyd Fales, in coppia con Owen Davidson.

## Seniors

### Singolare maschile
Fred Stolle ha battuto in finale  John Newcombe con il punteggio di 4–6, 12–10, 6–3, 6–4.

### Singolare femminile
Maria Bueno ha battuto in finale  Nancy Richey Gunter con il punteggio di 6–3, 6–1.

### Doppio maschile
Roy Emerson /  Fred Stolle hanno battuto in finale  Clark Graebner /  Dennis Ralston con il punteggio di 6–4, 6–4, 6–4.

### Doppio femminile
Maria Bueno /  Nancy Richey hanno battuto in finale  Billie Jean King /  Rosie Casals con il punteggio di 6–3, 6–4.

### Doppio misto
Donna Floyd Fales /  Owen Davidson hanno battuto in finale  Carol Aucamp /  Ed Rubinoff con il punteggio di 6–1, 6–3.